# Olaf Pedersen
 (Stubberup, 6 luglio 1884 – Stubberup, 6 aprile 1972) è stato un ginnasta danese.

## Palmarès

### Olimpiadi
- 1 medaglia:
  - 1 argento (Stoccolma 1912 nel concorso svedese a squadre)